# 서울 장의사지 당간지주
서울 장의사지 당간지주(서울 莊義寺址 幢竿支柱)는 서울특별시 종로구 신영동, 서울세검정초등학교에 있는, 남북국 시대 신라의 당간지주이다. 1963년 1월 21일 대한민국의 보물 제235호로 지정되었다.

## 장의사
장의사는 지금의 논산으로 추정되는 황산(黃山)에서 백제와의 싸움으로 전사한 신라의 장수 장춘랑(長春郞)과 파랑(罷郞)의 명복을 빌기 위해 신라 무열왕 6년(659)에 세웠다고 전한다. 장의사에는 고려의 예종·인종·의종 등이 지금의 서울인 남경(南京)에 왔던 길에 다녀간 일이 있다. 조선시대에도 태조의 왕비 신의왕후(新懿王后)의 기신제(忌晨祭)가 장의사에서 있었으며, 이후 왕실의 특별한 비호를 받았다. 그러나 연산군은 이 일대를 풍류를 즐기기 위한 장소로 삼아 연산군 12년(1506)에 절을 철거하고 그 자리에 꽃을 심게 하여 폐사되어 버렸다.

## 특징
당간지주는 주로 절 입구에 세워진다. 절에서 행사나 의식이 있을 때 당이라는 깃발을 달아두는데, 깃발을 걸어두는 길쭉한 장대를 당간이라 하며, 당간을 양쪽에서 지탱해 주는 두 돌기둥을 지주라 한다.
이 당간지주는 기단부(基壇部)가 모두 훼손되어 원형을 추정할 수 없고, 현재의 모습은 두 개의 지주를 마주 보게 하여 배치하였다. 지주의 마주보는 안쪽면에 아무런 조각이 없고, 바깥면과 옆면에도 역시 조각 장식이 없어 비교적 단순한 모습을 하고 있다. 다만 지주의 바깥면 두 모서리의 각을 죽여 형태 면에서 다른 당간지주와 다른 모습을 보여 주는 정도일 뿐이다.
기둥머리는 안쪽 면에서부터 바깥쪽으로 16cm되는 부분에서 약간 평평하다가 다시 밑으로 내려가 호형(弧形)을 그리며 꺾여 있다. 따라서 옆에서 보면 별다른 표시가 나지 않지만 앞과 뒤에서 보면 상단부가 사다리꼴로 보인다. 당간을 가로로 단단히 고정시키기 위한 간구(杆溝)는 안쪽 면 윗 부분에 둥글게 한 곳만 설치하였다. 대개의 경우 이렇게 당간을 꽂기 위한 장치를 마련하더라도 각각의 기둥머리에 따로 직사각형의 홈을 내는 것이 보통인데, 여기에서는 그 유례를 따르지 않고 있는 것이 큰 특징이다.
전체적으로 높이에 비하여 중후한 편이며, 별다른 장식이 가해지지 않은 매우 소박한 모습이다. 세워진 시기는 확실히 알 수 없으나, 경주 망덕사지 당간지주와 비교하여 볼 때 남북국 시대의 작품으로 추측된다.